# Šabat (Talmud)
Šabat  (hebrejsko  שבת, Sobota) je prva razprava (knjiga) v Moedu, drugem delu (redu)  Mišne in Talmuda. Razprava ima 24 poglavij. 
Ukvarja se predvsem z zakoni, povezanimi s Šabatom, tedenskim dnevom počitka, in opravili, ki so na Šabat prepovedana (39 opravil). Obravnava tudi razlike med biblijskimi in rabinskimi prepovedmi, posebne rabinske odloke, ki naj bi utrdili koncept počitka na Šabat in povečali njegovo svetost. Eden od odlokov na primer prepoveduje iskanje posla in razpravlja o prepovedanih stvareh. 

## Prenašanje med domenami
Velik del razprave obravnava melahah – prenašanje predmetov iz ene domene na drugo, ki se običajno imenuje »nošenje« (1, in 11, poglavje). Razprava razlikuje štiri domene: zasebno, javno, poljavno in izvzeto domeno. Prenašanje predmetov iz zasebne v javno domeno je  biblijsko prepovedano. Prenašanje predmetov iz poljavne v zasebno ali javno domeno je rabinsko prepovedano. Prenašanje predmetov iz izvzete domene v katero koli drugo domeno je dovoljeno. Nošenje predmeta štiri amose je v javni ali poljavni domeni lahko prepovedano, v zasebni in izvzeti domeni pa je dovoljeno. Prenašanje znotraj ali med zasebnimi domenami je lahko dovoljeno (glej Eruv). V ta namen izraz »prenašanje« pomeni »odstranjevanje in odlaganje«, zato odnašanje predmetov in njihovo vračanje v isto domeno ne pomeni prenašanja in spada morda v kategorijo »nošenje«.

## Naslovi poglavij
1. Prenašanje predmetov (יציאות השבת, Jeciot Hašabbat), na primer iz zasebnih prostorov v javne prostore in obratno.
2. Kaj je madlikin? (במה מדילקין, Bammeh Madlikin).
3. Peč (כירה, Kirah), kurjenje ognja.
4. Kaj je tomenin? (במה טומנין Bammeh Tomenin).
5. Kakšne živali? (במה בהמה, Bammeh Vehemah).
6. Ženska zunanjost (במה אשה יוצאה Bammeh Išah Jotze'ah). Pravila za nošenje nakita. Prepovedano je nositi nakit, ki se lahko sname in nese v rokah. Našteta so oblačila, okraski, amuleti in drug nakit, ki ga je mogoče nositi v soboto.
7. Velika sobotna pravila (כלל גדול אמרו בשבת, Kelal Gadol Ameru Bašabbat) našteva 39 opravil, ki se ne smejo opravljati na Šabat: sejanje, oranje, žetje, vezanje snopov, mletje, vejanje, razvrščanje sadja, mletje in sejanje moke. mesenje testa, kuhanje, praženje, striženje, umivanje in posipanje las, predenje, tkanje, dvojenje niti, presojanje, vezanje vozlov, šivanje, trganje tkanine, da bi se zatem zašila, lov, klanje, odiranje, soljenje (mesa), strojenje, strganje (kože), pisanje, brisanje napisanega, zidanje, podiranje, ugašanje ognja, tolčenje s kladivom in premikanje predmetov z enega kraja na drugega.
8. Vino (המוצא יין, Hamoce Jajin).
9. Rabin Akiva je rekel (אמר ר׳ עקיבא, Amar R' Akiva): biblijska besedila (redek primer v Mišni), ki potrjujejo predpis o prenosu stvari in druge predpise.
10. Skromnost (המצניע, Hamacni'a).
11. Nošenje (הזורק מרשות, Hazorek Mereshut). Oblačenje doma in v javnosti, prenašanje mrtvecev in živih ljudi.
12. Spuščanje (הבונה, Haboneh)  po ulici, v vodo in morje.
13. Tkalec (האורג,  Ha'oreg): tkanje, predenje, šivanje, trganje, pranje, barvanje, lov.
14. Osem škodljivcev (שמונה שרצים, Šemonah Šeracim): lov, priprava slane vode, zdravljenje in zdravila
15. Vezenje (אלו קשרים,  Ellu Kešarim): vezenje in pletenje, zlaganje oblačil in pospravljanje postelje.
16. Vsi sveti spisi (כל כתבי הקדש, Kol Kitvej Hakkodeš): reševanje lastnine med sobotnim požarom.
17. Prepovedane jedi (כל הכלים ניטלין, Kol Hakkelim nittalin): gospodinjski predmeti, ki se lahko premikajo po hiši, zapiranje hiš, uporaba orodij za opravljanje dovoljenih opravil.
18. Proti njima (מפנין, Mefannin): stvari, ki se jih ne sme dotakniti. Pomaganje živalim in ženskam.
19. Rabi Eliezer pravi (ר׳ אליעזר (אומר אם לא הביא כלי, R' Eli'ezer (Omer Im Lo Hevi Kheli)): dovoljeno je obrezovanje in vsa opravila, povezana z obrezovanjem.
20. Tolin (תולין, Tolin): nalivanje vina in krmljenje živine.
21. Sprejemanje ljudi (נוטל אדם, Notel Adam): dotikanje predmetov in rokovanje; pospravljanje z mize.
22. Razbit sod (חבית שנשברה, Havit Šennišberah): kuhanje in pitje, kopanje in umivanje.
23. Človek sprašuje (שואל אדם, Šo'el Adam): posojanje stvari, kockanje, priprave za delo na predvečer šabata; katere formalnosti se lahko opravljajo z  mrtvimi.
24. Temno je (מי שהחשיך, Mi Šeheheših): kako se obnašati ujeti v soboto na cesti; izpolnjevanje zaobljub.